# Jürgen Wieland
Jürgen Wieland (* 29. Januar 1936) ist ein deutscher Politiker (SPD). Er war von 1994 bis 1999 Oberbürgermeister der Stadt Hamm in Westfalen.

## Leben
Der ehemalige Rektor wurde 1994 zum Stadtoberhaupt gewählt und war damit der letzte Oberbürgermeister vor der kommunalen Verwaltungsreform, die 1999 die Doppelspitze von Stadtdirektor und Oberbürgermeister abschaffte. Sein Nachfolger im Amt ist der erste Oberbürgermeister in Hamm, der gleichzeitig Hauptverwaltungsbeamter der Stadt ist. Gegenwärtig (2018) ist Wieland Mitglied im Kulturausschuss der Stadt Hamm.